# The Dreaming
The Dreaming är det fjärde studioalbumet av den brittiska sångerskan och musikern Kate Bush, utgivet i september 1982 av EMI. Efter Bushs produktionsbidrag på Lionheart och hennes roll som medproducent för Never for Ever med Jon Kelly var The Dreaming det första albumet Bush producerade helt på egen hand. Albumet har uppnått tredje placering på den brittiska albumlistan samt brittisk silvercertifiering med över 60 000 sålda exemplar i Storbritannien.
The Dreaming finns med i boken  1001 Albums You Must Hear Before You Die.

## Låtlista
Alla låtar är skrivna och komponerade av Kate Bush. 
| 1. | Sat in Your Lap     | 3:29 |
| 2. | There Goes a Tenner | 3:24 |
| 3. | Pull Out the Pin    | 5:26 |
| 4. | Suspended in Gaffa  | 3:54 |
| 5. | Leave It Open       | 3:20 |

| 6.  | The Dreaming         | 4:41 |
| 7.  | Night of the Swallow | 5:22 |
| 8.  | All the Love         | 4:29 |
| 9.  | Houdini              | 3:48 |
| 10. | Get Out of My House  | 5:25 |

## Listplaceringar
| Lista (1982)   | Position               |
| -------------- | ---------------------- |
| Australien     | 22 (Kent Music Report) |
| Frankrike      | 8                      |
| Japan          | 36 (Oricon)            |
| Kanada         | 29 (RPM)               |
| Nederländerna  | 5                      |
| Norge          | 12 (VG-lista)          |
| Storbritannien | 3 (UK Albums Chart)    |
| Sverige        | 45 (Sverigetopplistan) |
| USA            | 157 (Billboard 200)    |
| Västtyskland   | 23                     |